# Jozef Karel
Jozef Karel (13 de septiembre de 1922 en Humenné-26 de septiembre de 2005 en Košice) fue un jugador y entrenador de fútbol eslovaco. Fue centrocampista, jugó en el SAC Sečovce, Snaha Košice, Slávia Prešov, ŠK Bratislava y poco después en préstamo en el Red Star Football Club. Fue seleccionado entre los 20 mejores centrocampistas del mundo de France Football en 1965.
Karel jugó un partido con la Primera República Eslovaca en 1944 y siete partidos con la selección nacional de Checoslovaquia.
Comenzó su carrera como entrenador en Piešťany, donde pasó dos años y continuó su trabajo en Prešov, Jednota Košice (llegó a la Primera Liga), Slavoj Trebišov, MŠK Martin, Kuwait y el Deportivo Saprissa, club donde logró el campeonato nacional de 1977 y el título centroamericano de 1978.

## Palmarés

### Como entrenador

#### Títulos nacionales
| Título                         | Equipo             | País       | Año  |
| ------------------------------ | ------------------ | ---------- | ---- |
| Primera División de Costa Rica | Deportivo Saprissa | Costa Rica | 1977 |

#### Títulos internacionales
| Título                           | Equipo             | Sede       | Año  |
| -------------------------------- | ------------------ | ---------- | ---- |
| Copa Fraternidad Centroamericana | Deportivo Saprissa | Costa Rica | 1978 |